# Cosmus Bornemann (højesteretsdommer)
 Der er flere personer med dette navn, se Cosmus Bornemann (flertydig).
Cosmus Bornemann (født 25. januar 1806 i København, død 14. december 1877 sammesteds) var en dansk højesteretsassessor og politiker.
Han var søn af justitiarius Anker Vilhelm Frederik Bornemann, blev student fra Borgerdydskolen i København 1822 og 1826 cand. jur., 1827 assessor auscultans i Højesteret, 1828 kammerjunker, 1830 ekstraordinær, 1832 surnumerær, 1836 virkelig assessor i Landsover- samt Hof- og Stadsretten, 1856 kammerherre og fra 1859 assessor i Højesteret. Han blev 13. marts 1862 Ridder af Dannebrog og den 26. juni 1876 Dannebrogsmand. Fra 1850 til 1856 sad han i Københavns Borgerrepræsentation.
Han blev 1870 repræsentant i Det københavnske Brandassurancekompagni og var besidder af det 8. Bornemannske Fideikommis.
Han blev 1. gang gift 12. juni 1839 med Louise Nicoline Mathiesen (22. september 1814 – 13. april 1840 i København, datter af Haagen Mathiesen. 2. gang ægtede han 12. oktober 1853 i Garnisons Kirke Vilhelmine Constance von Walterstorff (14. juli 1831 i Nyborg – 18. Juni 1881 i København), datter af premierløjtnant i Søetaten, kammerjunker, senere kammerherre, karakt. kaptajn Ernst Christian von Walterstorff og Margrethe Sophie Melsted. Han var far til Cosmus Bornemann.
Et maleri af ham malet af August Schiøtt 1869 findes på Frederiksborgmuseet.